# Juliana Veloso
Juliana Rodrigues Veloso (Rio de Janeiro, 22 de dezembro de 1980) é uma ex-competidora de saltos ornamentais brasileira. Disputou competições pelo Fluminense Football Club e pela seleção brasileira.
Participou de seis edições de Jogos Pan-Americanos (1999, 2003, 2007, 2011, 2015 e 2019). Em Jogos Olímpicos, esteve em cinco edições: 2000, 2004, 2008, 2012 e 2016. Sua primeira presença seria nos Jogos Olímpicos de Verão de 1996, onde chegou a obter índice, mas não competiu por ter 15 anos na época.
Foi responsável pela primeira medalha do Brasil nos saltos ornamentais em Jogos Pan-Americanos. O feito foi o suficiente para ser indicada como atleta feminina do ano de 2003 pelo Prêmio Brasil Olímpico, junto com Daiane dos Santos, da ginástica artística, e Janeth Arcain, do basquete.

## Biografia
Juliana veio de uma família de saltadores. Seu pai, Júlio César Veloso, foi octacampeão brasileiro, e sua mãe, Eneida, foi bicampeã brasileira e campeã sul-americana. Praticou várias modalidades na infância, inclusive natação, judô, dança e ginástica artística. Aos 12 anos, passou a se dedicar apenas a ginástica, enquanto que seu irmão mais velho praticava saltos ornamentais. Atendendo a um convite da professora, participou de um campeonato brasileiro de saltos ornamentais, em 1989. No ano seguinte, já era bicampeã da modalidade.
Em 1994, foi campeã do Campeonato Canamex Junior, realizado no México, na plataforma junto com Ana Paula Fernandes. Foi quarta colocada no trampolim de 3 metros. Passou a estar na seleção adulta a partir de 1995. Chegou a se classificar para os Jogos Olímpicos de Verão de 1996, em Atlanta, mas foi vetada por ter apenas 15 anos.
Competiu no Campeonato Mundial de Esportes Aquáticos de 1998, participando das provas de trampolim e plataforma. Foi a primeira brasileira a disputar uma semifinal de Mundial. No mesmo ano, conquistou duas medalhas de ouro no Sul-Americano da Venezuela.
Em 1999, conseguiu o índice para os Jogos Olímpicos de Verão de 2000 ao disputar a Copa do Mundo de Wellington, na Nova Zelândia. No mesmo ano, competiu nos Jogos Pan-Americanos de 1999, em Winnipeg, no Canadá. Esteve nas provas de trampolim de 3 metros (8º lugar) e plataforma de 10 metros (6º lugar).
Competiu nos Jogos Olímpicos de 2000, ficando em 19º lugar na plataforma de 10 metros. No trampolim de 3 metros, ficou em 35º lugar.
No Campeonato Mundial de Esportes Aquáticos de 2001, no Japão, atingiu a final da plataforma e ficou na décima posição. Foi a 20ª colocada no trampolim de 1 metro. Seu desempenho em 2001 rendeu um Prêmio Brasil Olímpico na categoria de saltos ornamentais.
Em 2003, conquistou a medalha de prata no Grand Prix internacional realizado na Cidade do México na plataforma de 10 metros. Competiu no Campeonato Mundial de Esportes Aquáticos de 2003, na Espanha, tendo disputado a semifinal da plataforma de 10 metros, ficando em 13º lugar. Esteve ainda no trampolim de 3 metros, terminando em 26º lugar.
Nos Jogos Pan-Americanos de 2003, na República Dominicana, conquistou um feito inédito na história dos saltos ornamentais do Brasil: a medalha de prata na plataforma de 10 metros, a primeira do país neste esporte. Faturou ainda um bronze no trampolim de três metros, prova em que não era especialista. Chegou a ser indicada ao Prêmio Brasil Olímpico de 2003 como atleta feminina do ano, perdendo a disputa para Daiane dos Santos.
Em 2004, Juliana conquistou a medalha de prata no Grand Prix de Roma na competição da plataforma de 10 metros. Nos Jogos Olímpicos de Verão de 2004, na Grécia, ficou em 16º lugar na plataforma de 10 metros e 18º no trampolim de três metros.

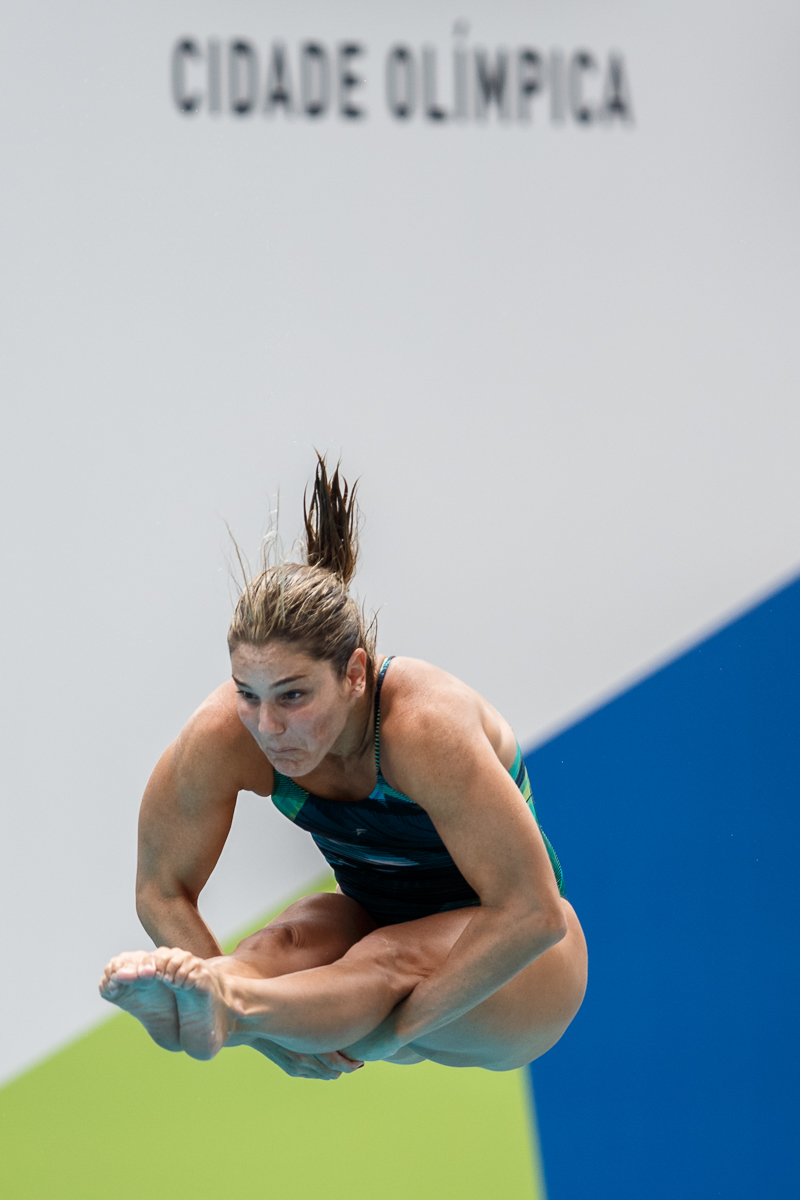
Juliana Veloso durante a série que lhe valeu a classificação para os Jogos Olímpicos de 2016

Disputou o Campeonato Mundial de Esportes Aquáticos de 2005, no Canadá. Conquistou o oitavo lugar no trampolim de um metro, além de um 11º lugar na plataforma de 10 metros e um 16º lugar no trampolim de 3 metros.
Nos Jogos Pan-Americanos de 2007, no Rio de Janeiro, foi medalha de bronze na plataforma de 10 metros. Nos Jogos Olímpicos de Verão de 2008, em Pequim, esteve apenas na plataforma de 10 metros, ficando em 23º lugar. Na época, uma lesão no punho atrapalhou sua performance.
Voltou a enfrentar problemas físicos na preparação para os Jogos Pan-Americanos de 2011, no México, tendo sido convocada mesmo não participando das seletivas por ter se afastado dos treinamentos devido a um estiramento na panturrilha direita. Conseguiu um sexto lugar no trampolim de três metros.
Disputou a prova do trampolim de três metros nos Jogos Olímpicos de Verão de 2012, no Reino Unido, ficando em 28º lugar. Foi sexta colocada no trampolim de 3 metros e quarta colocada nos 3 metros sincronizados com Tammy Takagi durante os Jogos Pan-Americanos de 2015, no Canadá. Disputou também o Campeonato Mundial de Esportes Aquáticos de 2015, na Rússia.

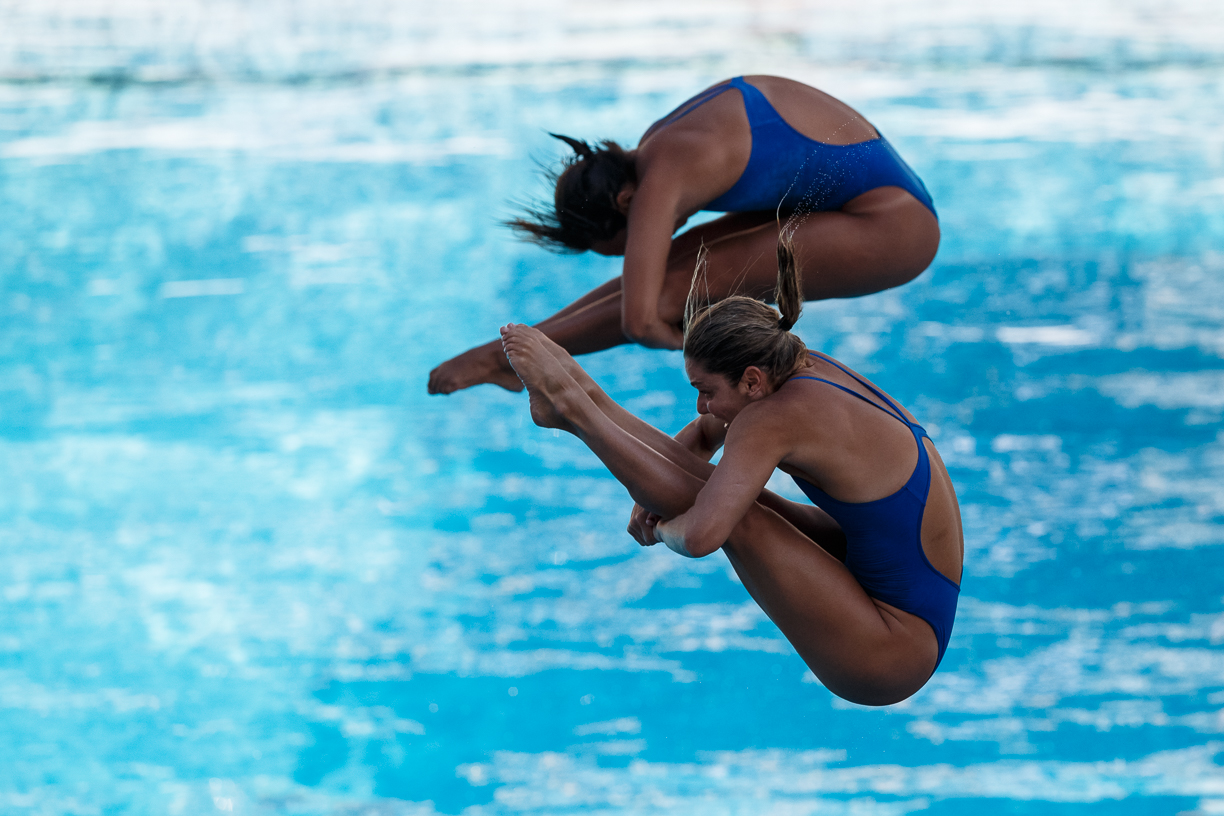
Juliana Veloso ao lado de Tammy Takagi durante os Jogos Olímpicos de Verão de 2016

Representou o Brasil nos Jogos Olímpicos de Verão de 2016, no Rio de Janeiro, ficando em oitavo lugar no trampolim sincronizado com Tammy Takagi. No trampolim individual Juliana fez 240.90 pontos, ficando na 27º colocação.
Após os Jogos Olímpicos do Rio de Janeiro, ficou afastada das competições. Mudou-se para Orlando, nos Estados Unidos, com os filhos e só voltou a competir em 2018, quando foi convidada a disputar a Taça Brasil. Surpreendentemente, ela conseguiu os índices para o Campeonato Mundial de Esportes Aquáticos de 2019, na Coreia do Sul, e para os Jogos Pan-Americanos do mesmo ano, no Peru.
No Pan disputado em Lima, Juliana participou com o objetivo de apenas dar a oportunidade para que seus filhos pudessem vê-la competindo. Terminou a disputa com dois sextos lugares no trampolim de 1m e no trampolim de 3m sincronizado e um 11º lugar no trampolim de 3 metros.

## Conquistas
Além dos pódios em Jogos Pan-Americanos, Juliana Veloso também é dona de quatro medalhas no Grand Prix de saltos ornamentais da FINA: três de prata e uma de bronze.
Tem uma medalha de bronze na Universíada de Verão de 2005, realizada na Turquia.
Nos Jogos Sul-Americanos de 2010, na Colômbia, obteve duas medalhas de ouro e uma de prata. Também acumulou conquistas pelo Campeonato Sul-Americano Absoluto da modalidade.